# Бартоломеус Еггерс
Бартоломеус Еггерс (англ. Bartholomeus Eggers  бл. 1637–1692 ) — фламандський скульптор другої половини 17 ст. доби бароко.

## Життєпис
Точної дати народження Бартоломеуса Еггерса не збережено. Зазвичай її розміщають у 1637 році або близько неї. Народився у місті Амстердам.
Художню майстерність здобував у місті Антверпен, його узяв у власну майстерню скульптор Пітер Вербрюгген старший (1615-1686). На початку 1650-х років він повернувся до Амстердама.
Серед перших творів після повернення - скульптурний декор ратуші у бригаді декораторів на чолі з Артусом Квеллінусом старшим(1609-1668), що був братом Пітера Вербрюггена старшого.
Вже на початковому етапі робіт його запросили до створення художнього надгробка фельдмаршалу Отто фон Спарре для Марієнкірхе у Берліні. Він не вважався найкращим скульптором серед північнонідерландських майстрів, бо часто працював реалізатором чужих проектів. Тим не менше мав власну майстерню і працював для багатих замовників півночі Західної Європи.
Серед нідерландських замовників скульптора — граф Йоган Мауріц ван Нассау-Зіген, фельдмаршал голландської армії і губернатор Голландської Бразилії, для садиби котрого (відомої як Мауріцгейс) Бартоломеус Еггерс виконав декілька скульптур. Попрацював скульптор і для короля Польщі Яна ІІІ Собеського, виконавши погруддя короля та його дружини Марії Казимири, що роками прикрашали замок-палац у місті Жовква.
Серед вельможних замовників скульптора — Фрідріх Вільгельм Бранденбурзький. Для Міського палацу у Берліні Бартоломеус Еггерс виготовив низку садово-паркових скульптур та погруддя з портретами імператорів (збережена частина скульптур перенесена до палацу Сан-Сусі у Берліні). Для парку палацу Оранієнбург ним були виконані двадцять чотири погруддя римських імператорів та їх дружин. Серед цікавих творів цього періоду - скульптура Мінерви (Афіни) з обличчям Софії Шарлотти Ганноверської, котра стала першою коронованою королевою Пруссії.

## Обрані твори (галерея)

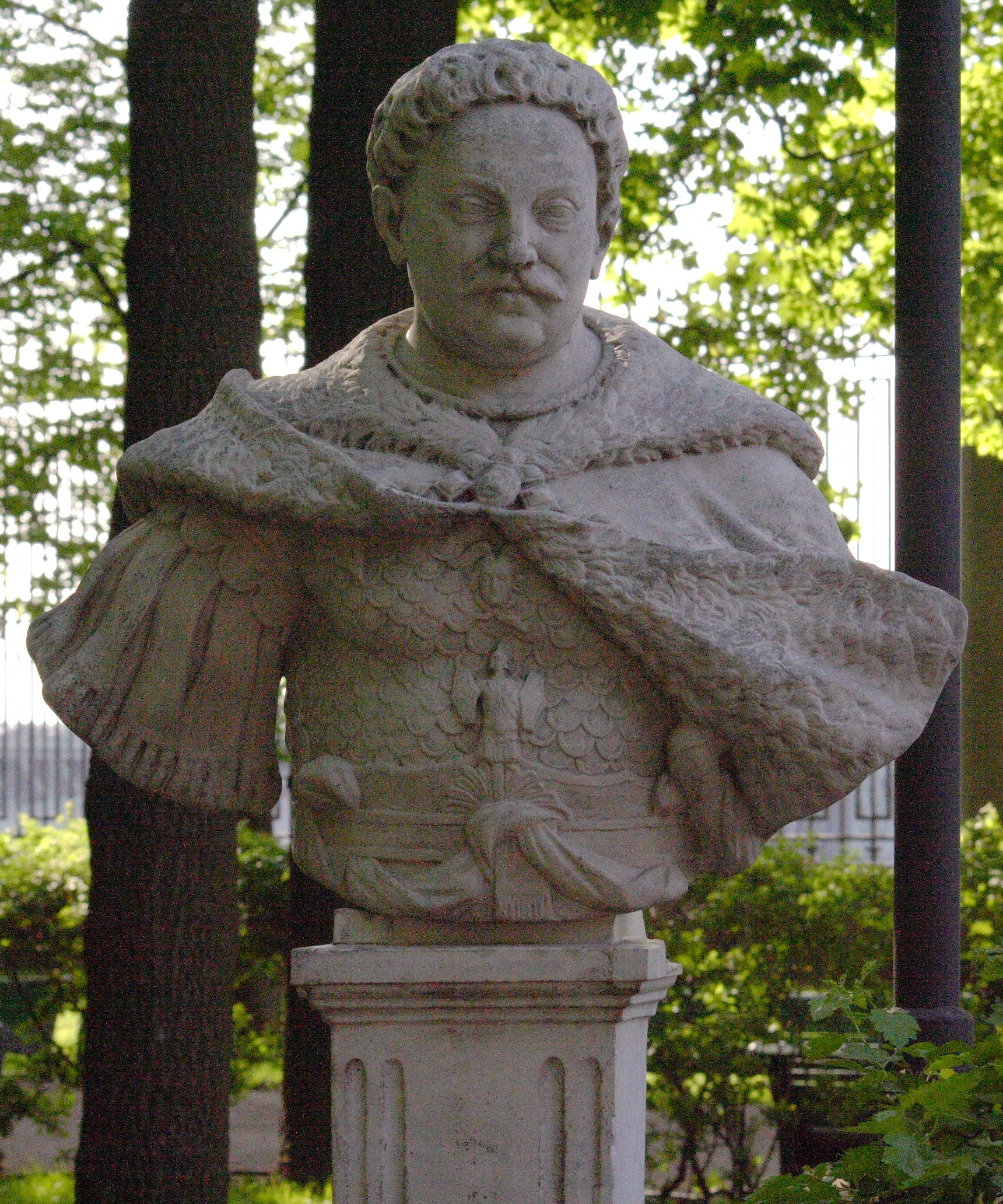
Бартоломеус Еггерс. « Ян ІІІ Собеський», король Польщі, погруддя, мармур. Літній сад (Санкт-Петербург)
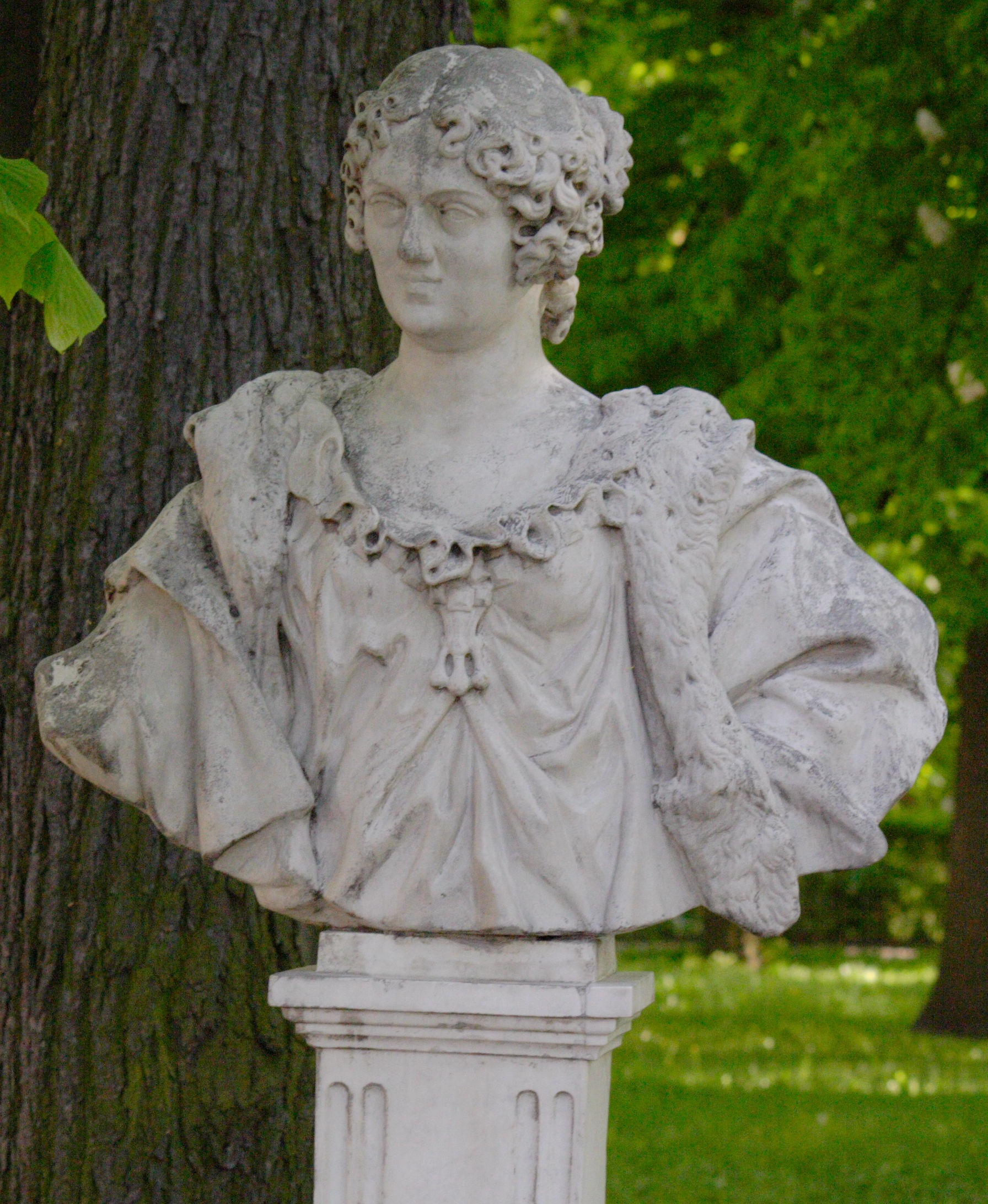
Бартоломеус Еггерс. « Марія Казимира», королева Польщі, погруддя, мармур. Літній сад (Санкт-Петербург)

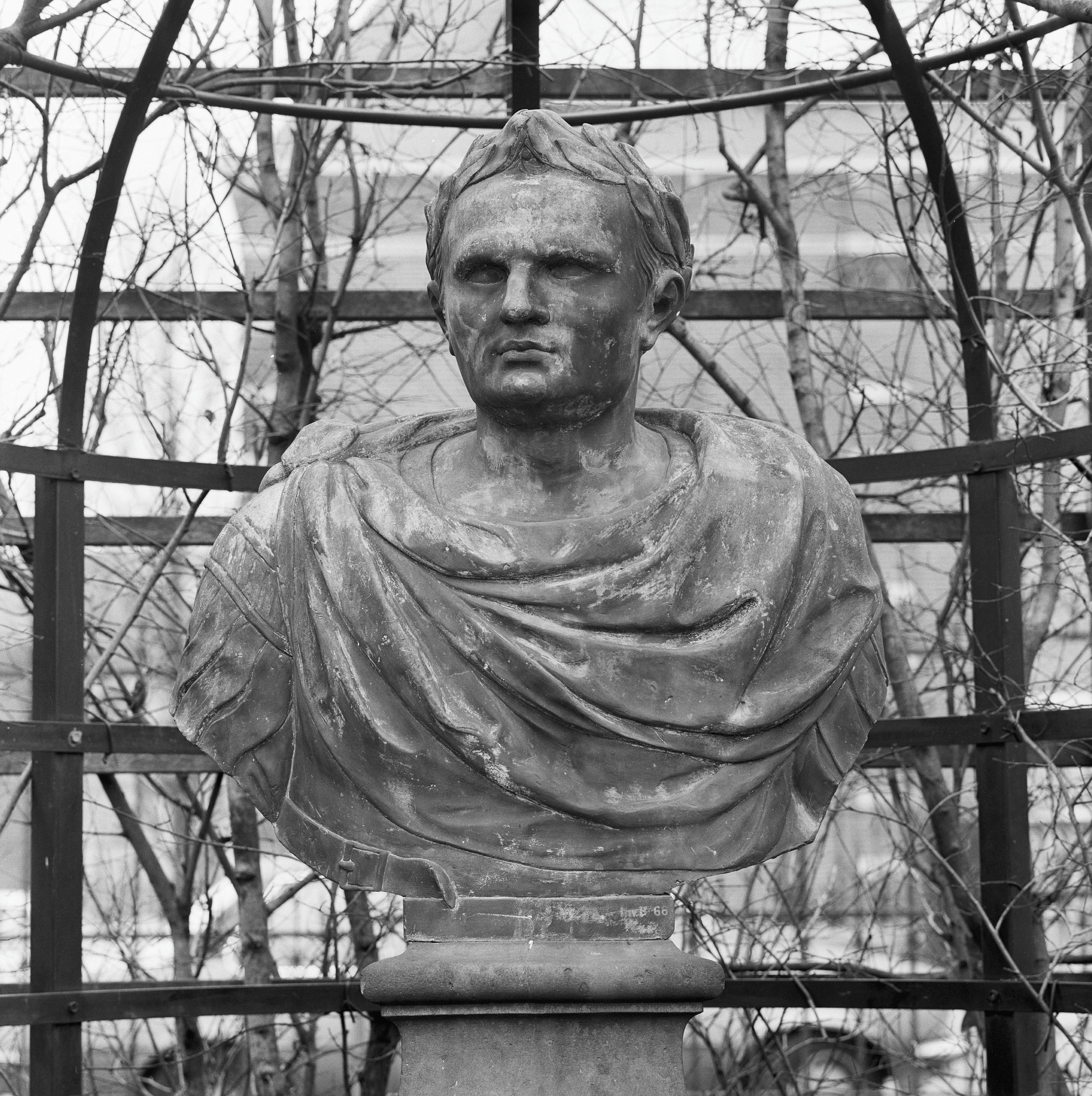
Ск. Бартоломеус Еггерс за малюнком Егідіуса Заделера. «Римський імператор Юлій Цезар», паркова скульптура, 1674 р.
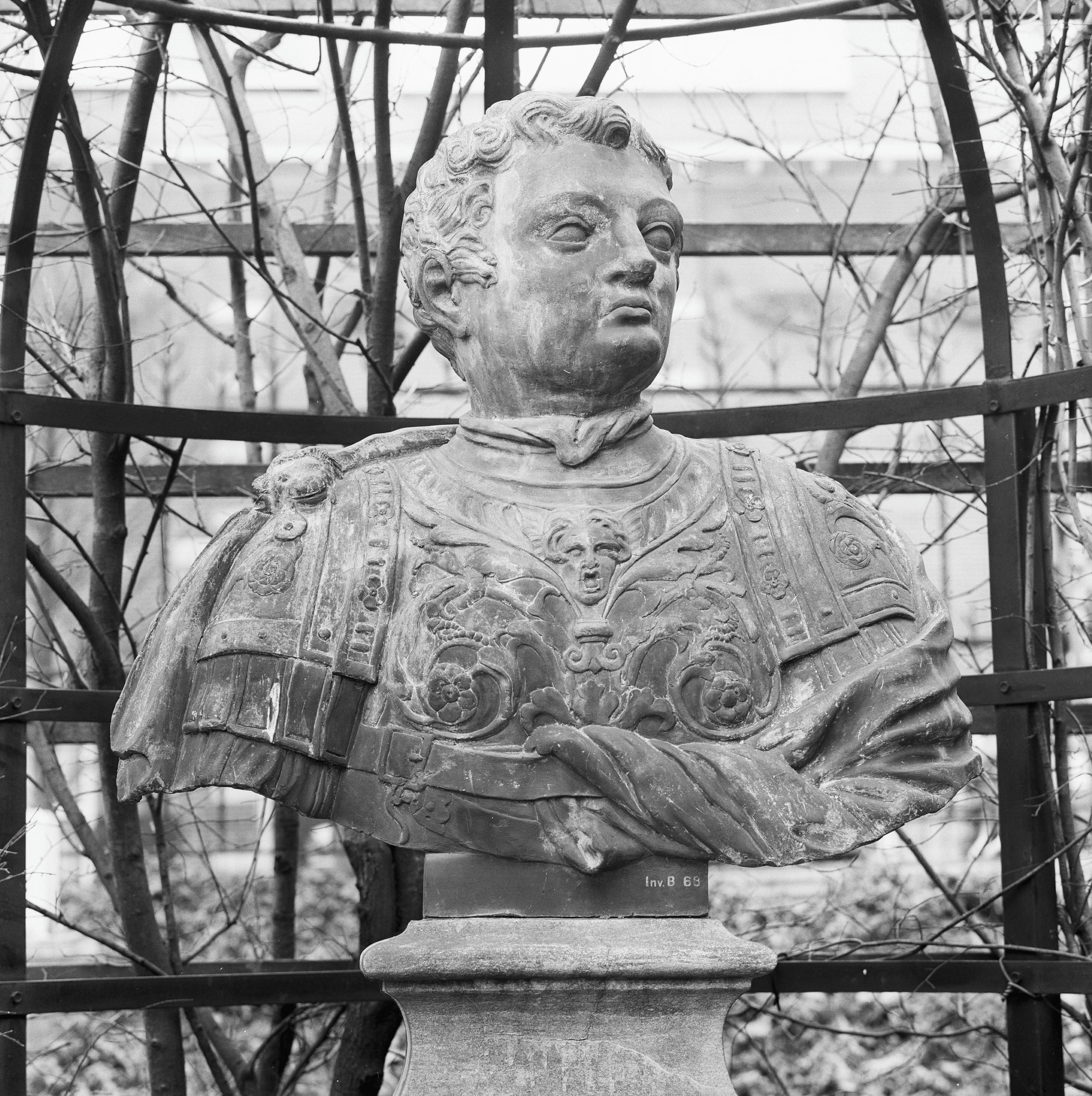
Ск. Бартоломеус Еггерс за малюнком Егідіуса Заделера. «Римський імператор Калігула», паркова скульптура, 1674
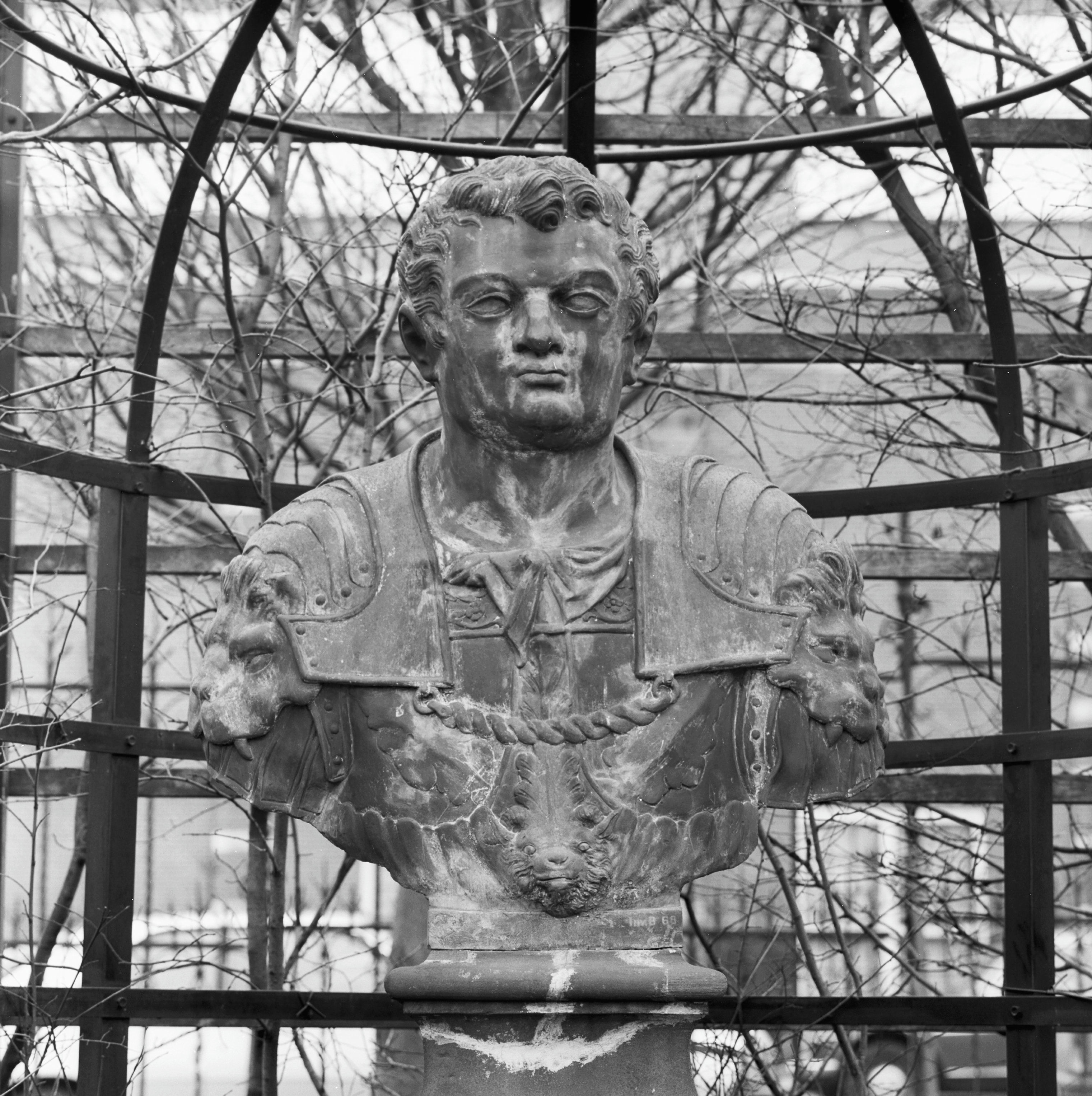
Ск. Бартоломеус Еггерс за малюнком Егідіуса Заделера. « Марк Сільвій От», паркова скульптура, 1674
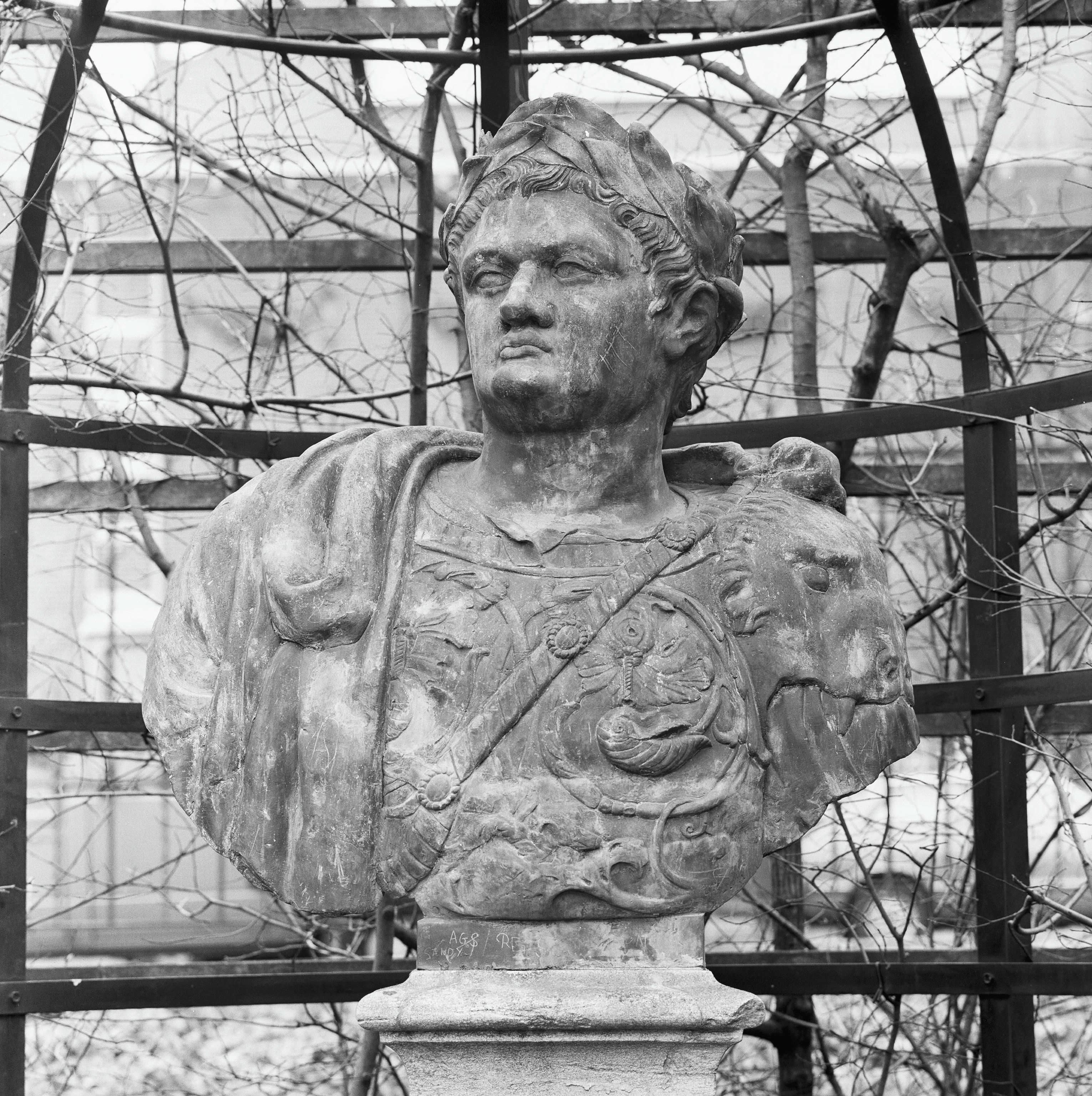
Ск. Бартоломеус Еггерс за малюнком Егідіуса Заделера. « Тіт Флавій Доміціан», паркова скульптура, 1674